# Lavadeira

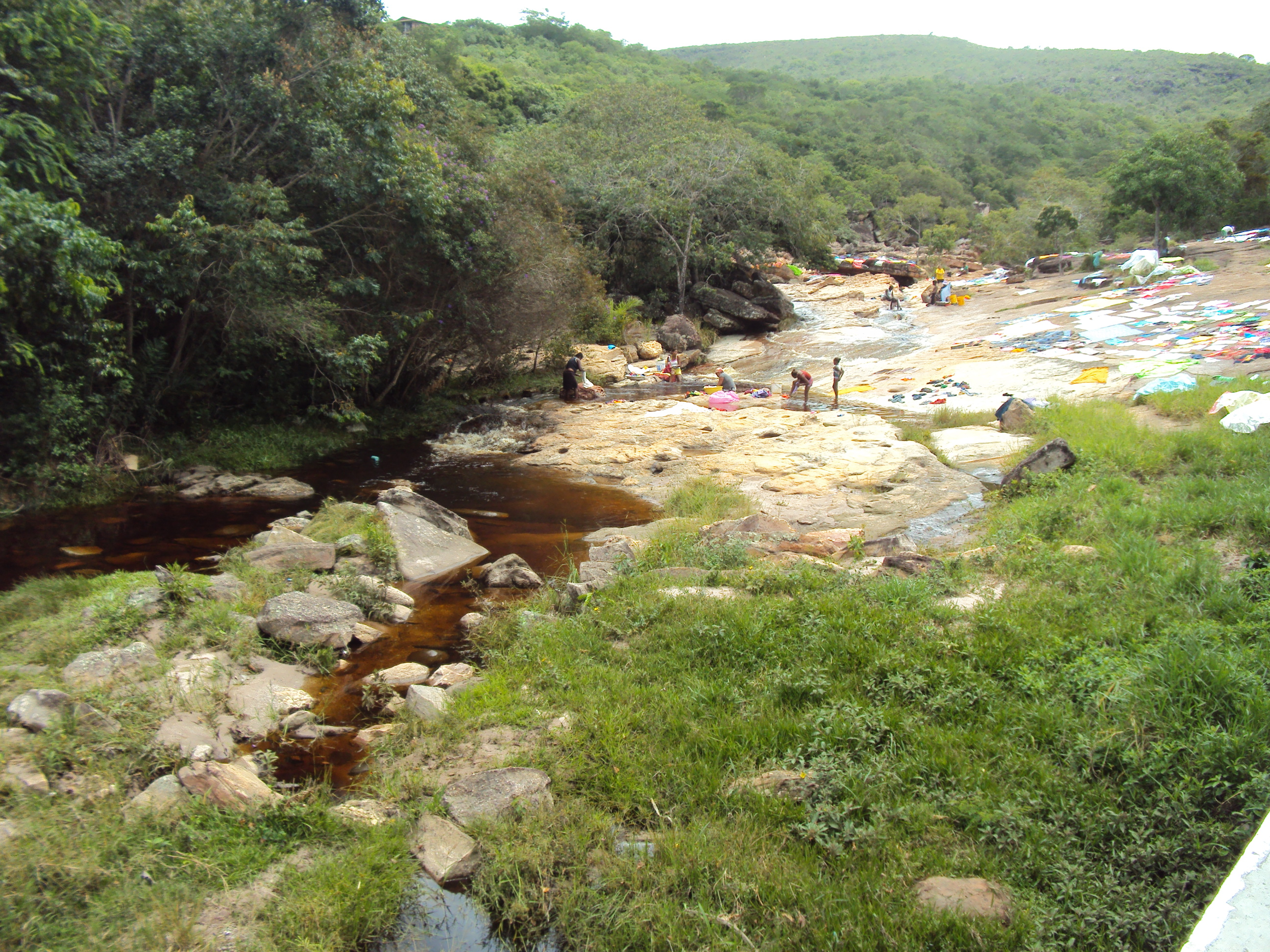
Lavadeiras no rio Lençóis, na Chapada Diamantina, em 2012.

Lavadeira-de-roupas ou simplesmente Lavadeira (com o trabalho de engomar incluído) é uma antiga profissão, em geral reservada às mulheres. Ambos os termos são agora antiquados; trabalho equivalente modernamente é feito por um trabalhador de lavanderia em grandes instalações comerciais, ou um trabalhador de lavanderia, embora a profissão continue existindo em muitos lugares. "Era um serviço pesado, que envolvia não apenas esfregar com sabão ou equivalente, mas torcer e bater com força nas roupas", como registrou Joana de Moraes Monteleone.
Segundo a historiadora Michelle Perrot, ao analisar a profissão no seu país, registra o tempo em que as mulheres se reuniam para lavar roupas e também para conversar e trocar experiências: "É que o lavadouro é, para elas, muito mais que um lugar funcional onde se lava a roupa: um centro de encontro onde se trocam as novidades do bairro, os bons endereços, receitas e remédios, informações de todos os tipos. Cadinhos do empirismo popular, os lavadouros são também uma sociedade aberta de assistência mútua: se uma mulher está no atoleiro, acolhem-na, fazem uma coleta para ela."

## No Brasil
A atividade da lavadeira era uma das atribuições que estavam reservadas às escravas da casa dos senhores; junto às mucamas e às costureiras, representaram uma transformação da mulher com uma profissão, no século XIX. No Rio de Janeiro, a capital de então, o serviço de uma lavadeira portuguesa valia a remuneração equivalente a catorze dólares.
A inglesa Maria Graham registrou de sua estada no Rio de Janeiro no começo do século XIX: "Logo à entrada do Vale, uma pequena planície verde espraia-se para ambos os lados, através da qual corre o riacho sobre seu leito de pedras, oferecendo um lugar tentador para grupos de lavadeiras de todas as tonalidades, posto que o maior número seja de negras (...) Geralmente usam um lenço vermelho ou branco em volta da cabeça, uma manta dobrada e presa sobre um ombro e passando sobre o braço oposto, com uma grande saia. É a vestimenta favorita. Algumas enrolam uma manta comprida em volta delas, como indianos. Outras usam uma feia vestimenta europeia, com um babadouro bem deselegante amarrado adiante".

## Representações artísticas
Pinturas retratando lavadeiras eram bastante comuns nas artes, especialmente entre pintores franceses. Jean-Baptiste Debret escreveu que "Uma família rica tem sempre negras lavadeiras e uma mucama encarregada especialmente de passar as peças finas, o que a ocupa pelo menos dois dias por semana, pois uma senhora só usa roupa passada de fresco e renova mesmo sua vestimenta para sair uma segunda vez de manhã". O artista registrou numa de suas obras a profissão, intitulada “Caboclas lavadeiras vivendo na cidade do Rio de Janeiro”.
O escritor Aluísio de Azevedo registrara, no livro Casa de Pensão, que a patroa “Tinha (...) a mucama para lavar-lhe e engomar-lhe a roupa (...)”. A atriz e dançarina brasileira Eros Volúsia interpretou uma lavadeira no filme de 1943, Caminho do Céu.

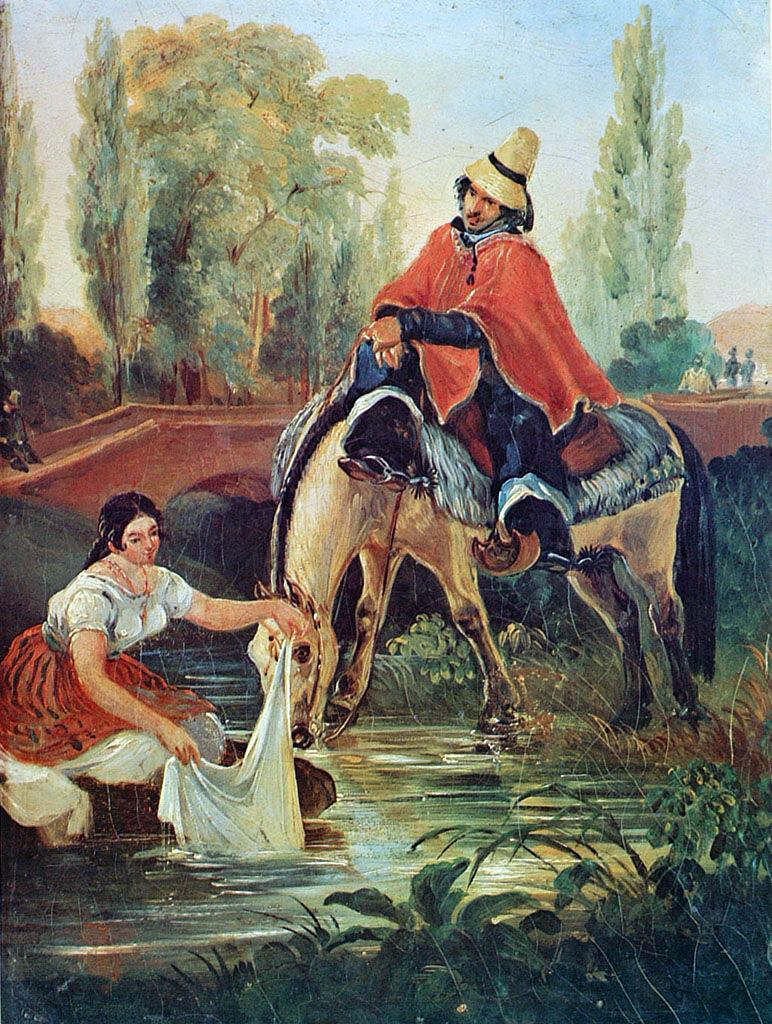
Rugendas (1835)
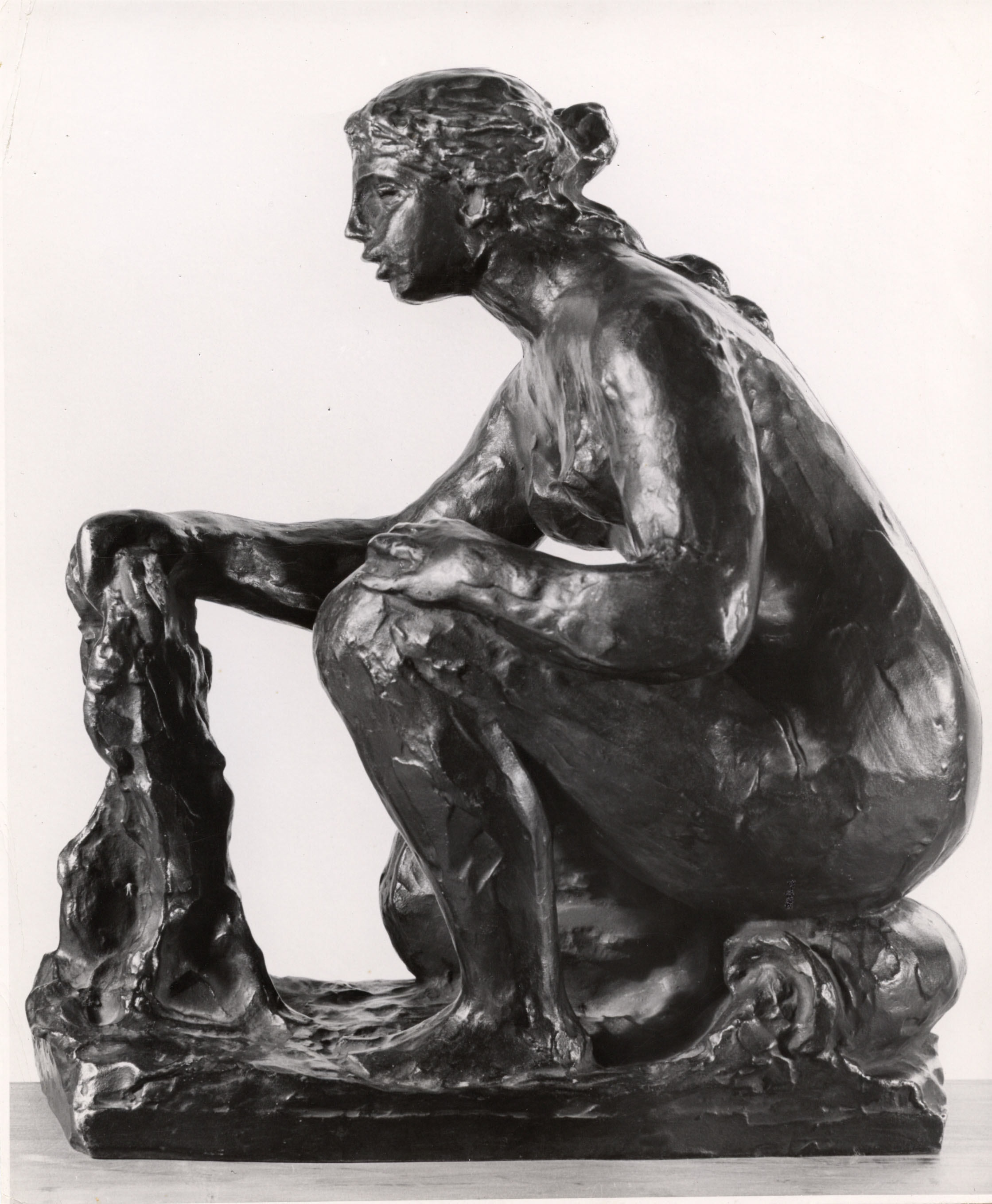
Escultura de Renoir (1916)
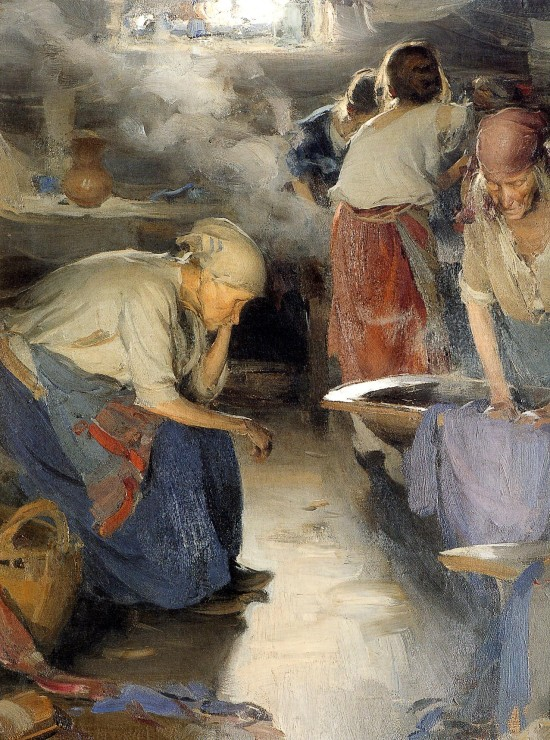
Abram Arkhipov (c. 1883)
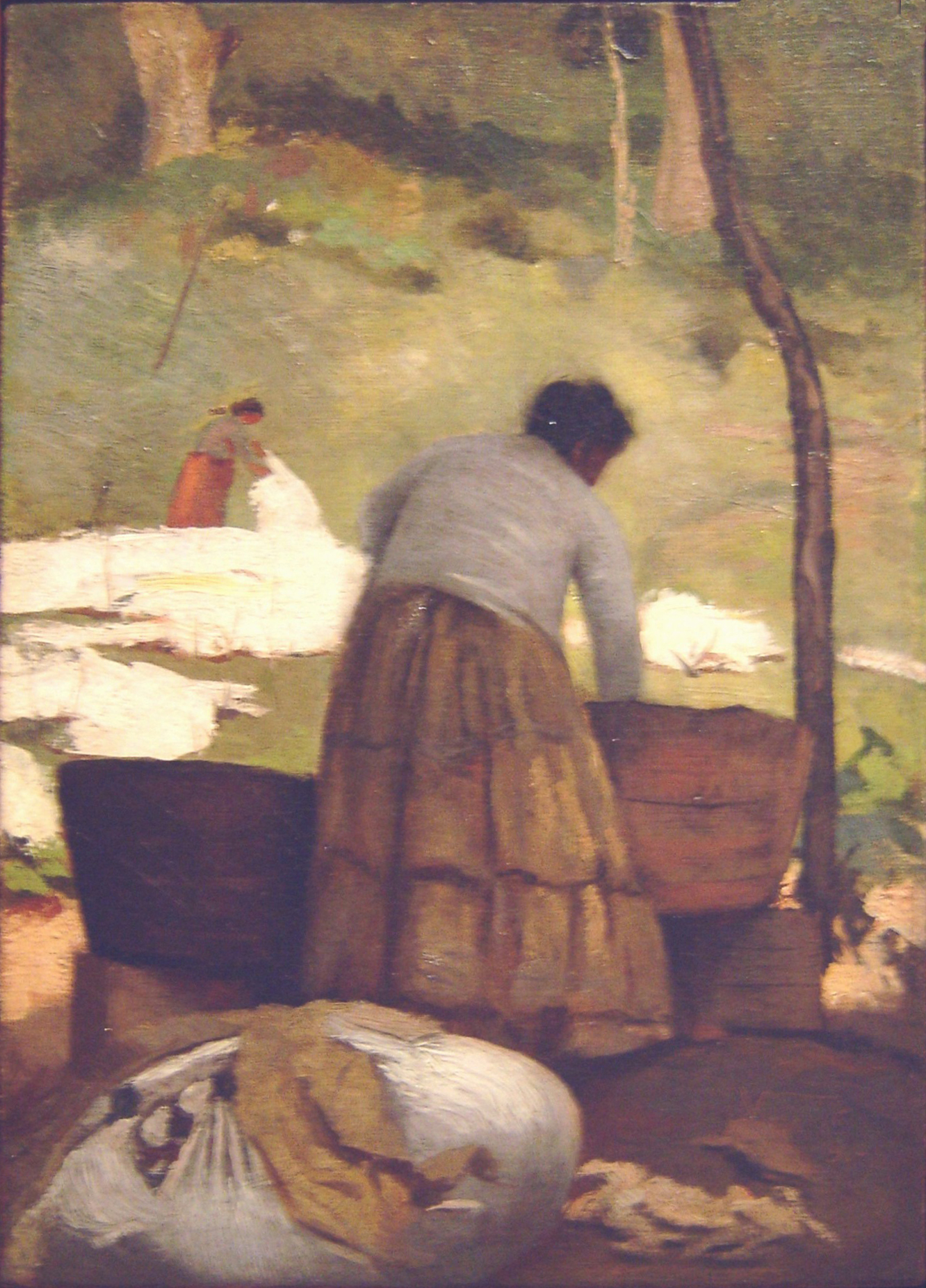
Eliseu Visconti (1891)
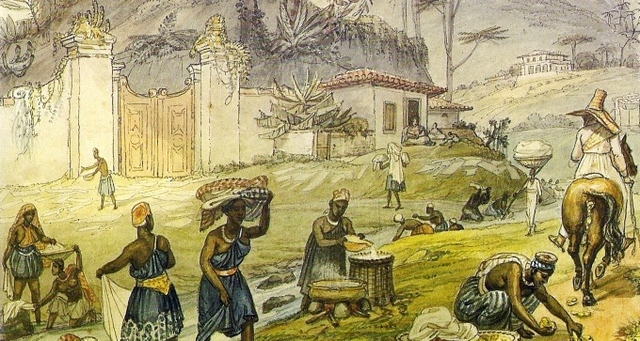
Debret (1826)